# Einfach-Raus-Ticket
Das Einfach-Raus-Ticket ist ein Pauschalangebot der ÖBB-Personenverkehr AG für Kleingruppen in Zügen des Regionalverkehrs. 2025 beträgt der Preis des Tickets 37, 41, 45 und 49 Euro für 2, 3, 4, und 5 Personen, das Einfach-Raus-Radticket, das zur Fahrradmitnahme berechtigt, kostet 46, 50, 54 und 58 Euro für 2, 3, 4, und 5 Personen. Es kann nicht von Einzelpersonen benutzt werden.

## Gültigkeit
| montags bis freitags                   | samstags, sonntags und gesetzl. Feiertage |
| -------------------------------------- | ----------------------------------------- |
| 09:00 Uhr bis 03:00 Uhr des Folgetages | 00:00 Uhr bis 03:00 Uhr des Folgetages    |

Das zum 21. März 2007 eingeführte Ticket gilt montags bis freitags zwischen 9 Uhr und 3 Uhr des Folgetages sowie an Samstagen, Sonntagen und Feiertagen von 0 Uhr bis 3 Uhr des Folgetages. Es gilt für mindestens zwei bis maximal fünf gemeinsam reisende Personen und ermöglicht Kleingruppen bzw. Familien beliebig viele Fahrten in den Nahverkehrszügen (Regionalzug, Regional-Express, Cityjet Xpress, S-Bahn) des ÖBB-Personenverkehrs und der Raaberbahn. In den Zügen des Fernverkehrs, saisonalen Zügen im Ausflugsverkehr sowie in den Zügen anderer Eisenbahnunternehmen wird das Einfach-Raus-Ticket nicht anerkannt.
Das Einfach-Raus-Ticket wird über die Fahrkartenautomaten, das Internet, das Call-Center sowie die Bahnhofsschalter vertrieben. Als Besonderheit ist es auch an Fahrkartenautomaten der Deutschen Bahn AG erhältlich. Auch kann das Einfach-Raus-Ticket an Fahrkartenautomaten anderer Verkehrsunternehmen in Süddeutschland, wie etwa der Bayerischen Oberlandbahn, erworben werden. Im Gegenzug wird das mit dem Einfach-Raus-Ticket vergleichbare Bayern-Ticket auch an ÖBB-Fahrscheinautomaten verkauft.
Aus den Erfahrungen der Deutschen Bahn mit dem Schönes-Wochenende-Ticket und den Ländertickets heraus führte die ÖBB die Mindestteilnehmerzahl sowie die Angabe der Zahl der Reisenden zu Beginn auf dem Ticket ein. Dadurch soll der illegale Weiterverkauf des Tickets erschwert werden. Daneben soll eine Hürde für diejenigen Alleinreisenden aufgebaut werden, die zwar vielleicht den im Vergleich zum Normalpreis deutlich günstigeren Preis zu zahlen bereit sind, jedoch keinen Mitfahrer für die zum Teil sehr langen Zugfahrten finden können. Im Gegensatz zu den deutschen Pauschaltickets müssen die Fahrgäste die gesamte Reise gemeinsam zurücklegen. Eine Verringerung oder Vergrößerung der Gruppengröße, wie sie in Deutschland gestattet wäre, ist in Österreich untersagt.
Seit dem Fahrplanwechsel am 9. Dezember 2018 gilt das Einfach-Raus-Ticket nicht mehr in Vorarlberg.